# Asclepias
Asclepias is een geslacht van kruidachtige vaste planten uit de maagdenpalmfamilie (Apocynaceae). Het geslacht telt ongeveer tweehonderd soorten die voorkomen in de Nieuwe Wereld en tropisch en zuidelijk Afrika.

## Soorten
- Asclepias adscendens (Schltr.) Schltr.
- Asclepias albens (E.Mey.) Schltr.
- Asclepias albicans S.Watson
- Asclepias alpestris (K.Schum.) Goyder
- Asclepias amabilis N.E.Br.
- Asclepias ameliae S.Moore
- Asclepias amplexicaulis Sm.
- Asclepias angustifolia Schweigg.
- Asclepias apocynifolia Woodson
- Asclepias arenaria Torr.
- Asclepias asperula (Decne.) Woodson
- Asclepias atroviolacea Woodson
- Asclepias aurea (Schltr.) Schltr.
- Asclepias auriculata Kunth
- Asclepias barjoniifolia E.Fourn.
- Asclepias bartlettiana Woodson
- Asclepias baumii Schltr.
- Asclepias bicuspis N.E.Br.
- Asclepias bifida W.H.Blackw.
- Asclepias boliviensis E.Fourn.
- Asclepias brachystephana Engelm. ex Torr.
- Asclepias bracteolata E.Fourn.
- Asclepias breviantherae Goyder
- Asclepias brevicuspis (E.Mey.) Schltr.
- Asclepias brevipes (Schltr.) Schltr.
- Asclepias buchwaldii (Schltr. & K.Schum.) De Wild.
- Asclepias californica Greene
- Asclepias candida Vell.
- Asclepias cinerea Walter
- Asclepias circinalis (Decne.) Woodson
- Asclepias compressidens (N.E.Br.) Nicholas
- Asclepias concinna (Schltr.) Schltr.
- Asclepias connivens Baldwin ex Elliott
- Asclepias constricta M.E.Jones
- Asclepias conzattii Woodson
- Asclepias cooperi N.E.Br.
- Asclepias cordifolia (Benth.) Jeps.
- Asclepias coulteri A.Gray
- Asclepias crassicoronata Goyder
- Asclepias crassinervis N.E.Br.
- Asclepias crispa P.J.Bergius
- Asclepias crocea Woodson
- Asclepias cryptoceras S.Watson
- Asclepias cucullata (Schltr.) Schltr.
- Asclepias cultriformis Harv. ex Schltr.
- Asclepias curassavica L.
- Asclepias curtissii A.Gray
- Asclepias cutleri Woodson
- Asclepias densiflora N.E.Br.
- Asclepias dependens (K.Schum.) N.E.Br.
- Asclepias depressa (Schltr.) Schltr.
- Asclepias disparilis N.E.Br.
- Asclepias dissona N.E.Br.
- Asclepias eastwoodiana Barneby
- Asclepias edentata Goyder
- Asclepias elata Benth.
- Asclepias elegantula Fishbein
- Asclepias eminens (Harv.) Schltr.
- Asclepias emoryi (Greene) Vail
- Asclepias engelmanniana Woodson
- Asclepias eriocarpa Benth.
- Asclepias erosa Torr.
- Asclepias euphorbiifolia Engelm. ex A.Gray
- Asclepias exaltata L.
- Asclepias expansa (E.Mey.) Schltr.
- Asclepias fallax (Schltr.) Schltr.
- Asclepias fascicularis Decne.
- Asclepias feayi Chapm. ex A.Gray
- Asclepias fimbriata Weim.
- Asclepias flanaganii Schltr.
- Asclepias flexuosa (E.Mey. ex Decne.) Schltr.
- Asclepias foliosa (K.Schum.) Hiern
- Asclepias fournieri Woodson
- Asclepias fulva N.E.Br.
- Asclepias galeottii E.Fourn.
- Asclepias gentryi Standl.
- Asclepias gibba (E.Mey.) Schltr.
- Asclepias glaucescens Kunth
- Asclepias gordon-grayae Nicholas
- Asclepias graminifolia (Wild) Goyder
- Asclepias grandirandii Goyder
- Asclepias graogramanii L.O.Alvarado, M.G.Chávez & J.A.Álvarez
- Asclepias hallii A.Gray
- Asclepias hirtella (Pennell) Woodson
- Asclepias humilis (E.Mey.) Schltr.
- Asclepias humistrata Walter
- Asclepias hypoleuca (A.Gray) Woodson
- Asclepias inaequalis Goyder
- Asclepias incarnata L.
- Asclepias involucrata Engelm. ex Torr.
- Asclepias jaliscana B.L.Rob.
- Asclepias jorgeana Fishbein & S.P.Lynch
- Asclepias kamerunensis Schltr.
- Asclepias labriformis M.E.Jones
- Asclepias lanceolata Walter
- Asclepias langsdorffii E.Fourn.
- Asclepias lanuginosa Nutt.
- Asclepias latifolia (Torr.) Raf.
- Asclepias lemmonii A.Gray
- Asclepias leptopus I.M.Johnst.
- Asclepias linaria Cav.
- Asclepias linearis Scheele
- Asclepias longifolia Michx.
- Asclepias longirostra Goyder
- Asclepias longissima (K.Schum.) N.E.Br.
- Asclepias lynchiana Fishbein
- Asclepias macropus (Schltr.) Schltr.
- Asclepias macrosperma Eastw.
- Asclepias macrotis Torr.
- Asclepias masonii Woodson
- Asclepias mcvaughii Woodson
- Asclepias meadii Torr. ex A.Gray
- Asclepias melantha Decne.
- Asclepias meliodora (Schltr.) Schltr.
- Asclepias mellodora A.St.-Hil.
- Asclepias mexicana Cav.
- Asclepias meyeriana (Schltr.) Schltr.
- Asclepias michauxii Decne.
- Asclepias minor (S.Moore) Goyder
- Asclepias minutiflora (Goyder) Goyder
- Asclepias minutissima Goyder
- Asclepias mirifica Woodson
- Asclepias montevaga M.Glen, Nicholas & Bester
- Asclepias monticola N.E.Br.
- Asclepias mtorwiensis Goyder
- Asclepias nana I.Verd.
- Asclepias navicularis (E.Mey.) Schltr.
- Asclepias nivea L.
- Asclepias nummularia Torr.
- Asclepias nummularioides W.D.Stevens
- Asclepias nuttii N.E.Br.
- Asclepias nyctaginifolia A.Gray
- Asclepias obovata Elliott
- Asclepias occidentalis Goyder
- Asclepias oenotheroides Schltdl. & Cham.
- Asclepias oreophila Nicholas ex Hilliard & B.L.Burtt
- Asclepias otarioides E.Fourn.
- Asclepias ovalifolia Decne.
- Asclepias ovata M.Martens & Galeotti
- Asclepias palustris (K.Schum.) Schltr.
- Asclepias patens N.E.Br.
- Asclepias pedicellata Walter
- Asclepias pellucida E.Fourn.
- Asclepias peltigera (E.Mey.) Schltr.
- Asclepias perennis Walter
- Asclepias pilgeriana Schltr.
- Asclepias praemorsa Schltr.
- Asclepias pratensis Benth.
- Asclepias pringlei (Greenm.) Woodson
- Asclepias prostrata W.H.Blackw.
- Asclepias pseudoamabilis Goyder
- Asclepias pseudofimbriata (Goyder) Goyder
- Asclepias pseudorubricaulis Woodson
- Asclepias puberula A.Gray
- Asclepias pumila (A.Gray) Vail
- Asclepias purpurascens L.
- Asclepias pygmaea N.E.Br.
- Asclepias quadrifolia Jacq.
- Asclepias quinquedentata A.Gray
- Asclepias randii S.Moore
- Asclepias rara N.E.Br.
- Asclepias rubra L.
- Asclepias rusbyi (Vail) Woodson
- Asclepias ruthiae Maguire
- Asclepias sanjuanensis K.D.Heil, J.M.Porter & S.L.Welsh
- Asclepias sauronii M.G.Chávez & L.O.Alvarado
- Asclepias scaposa Vail
- Asclepias scheryi Woodson
- Asclepias schlechteri (K.Schum.) N.E.Br.
- Asclepias schumanniana Hiern
- Asclepias senecionifolia M.E.Jones
- Asclepias shabaensis (Goyder) Goyder
- Asclepias similis Hemsl.
- Asclepias solanoana Woodson
- Asclepias solstitialis A.Chev.
- Asclepias speciosa Torr.
- Asclepias sperryi Woodson
- Asclepias sphacelata (K.Schum.) N.E.Br.
- Asclepias standleyi Woodson
- Asclepias stathmostelmoides Goyder
- Asclepias stellifera Schltr.
- Asclepias stenophylla A.Gray
- Asclepias subaphylla Woodson
- Asclepias subulata Decne.
- Asclepias subverticillata (A.Gray) Vail
- Asclepias subviridis S.Moore
- Asclepias sullivantii Engelm. ex A.Gray
- Asclepias syriaca L.
- Asclepias tanganyikensis E.A.Bruce
- Asclepias texana A.Heller
- Asclepias tomentosa Elliott
- Asclepias tuberosa L.
- Asclepias ulophylla Schltr.
- Asclepias uncialis Greene
- Asclepias variegata L.
- Asclepias velutina (Schltr.) Schltr.
- Asclepias verticillata L.
- Asclepias vestita Hook. & Arn.
- Asclepias vicaria N.E.Br.
- Asclepias vinosa (E.Fourn.) Woodson
- Asclepias viridiflora Raf.
- Asclepias viridis Walter
- Asclepias viridula Chapm.
- Asclepias virletii E.Fourn.
- Asclepias welshii N.H.Holmgren & P.K.Holmgren
- Asclepias woodii (Schltr.) Schltr.
- Asclepias woodsoniana Standl. & Steyerm.
- Asclepias zanthodacryon (L.B.Sm.) Woodson

## Hybriden
- Asclepias × kansana Vail

Aganonerion · 
Acokanthera · 
Adenium · 
Aganosma · 
Allamanda · 
Alstonia · 
Alyxia · 
Amalocalyx · 
Anodendron · 
Apocynum .
Asclepias · 
Baharuia · 
Baissea · 
Beaumontia ·
Caralluma · 
Carissa · 
Catharanthus · 
Cerbera · 
Ceropegia (lantaarnplanten) · 
Chonemorpha · 
Cleghornia · 
Cynanchum · 
Dewevrella ·
Dischidia ·
Ditassa  ·
Echites · 
Elytropus · 
Epigynum · 
Eucorymbia · 
Forsteronia · 
Hoodia · 
Hoya · 
Hylaea · 
Huernia · 
Ichnocarpus · 
Ixodonerium · 
Kopsia · 
Landolphia · 
Lhotzkyella · 
Macroditassa · 
Mandevilla · 
Manothrix · 
Margaretta · 
Marsdenia · 
Matelea · 
Melinia ·
Melodinus  · 
Merrillanthus · 
Metaplexis · 
Metastelma · 
Microdactylon · 
Microloma · 
Miraglossum · 
Mitostigma · 
Morrenia · 
Motandra · 
Nautonia · 
Neoschumannia · 
Nephradenia · 
Notechidnopsis · 
Odontadenia · 
Odontanthera · 
Oncinema · 
Oncostemma · 
Ophionella · 
Orbea · 
Orbeanthus · 
Orbeopsis · 
Orthanthera · 
Orthosia · 
Oxypetalum · 
Oxystelma · 
Pachycarpus · 
Pachycymbium · 
Pachypodium · 
Papuechites · 
Parameria · 
Parapodium · 
Parepigynum · 
Parsonsia · 
Pectinaria · 
Pentacyphus · 
Pentarrhinum · 
Pentasachme · 
Pentastelma · 
Pentatropis · 
Peplonia · 
Pergularia · 
Periglossum · 
Petopentia · 
Pherotrichis · 
Philibertia · 
Piaranthus · 
Pleurostelma · 
Plumeria · 
Pseudolithos · 
Quaqua · 
Quisumbingia · 
Raphistemma · 
Raphionacme · 
Rauvolfia · 
Rhyncharrhena · 
Rhyssolobium · 
Rhyssostelma · 
Rhytidocaulon · 
Riocreuxia · 
Rojasia · 
Sarcolobus ·
Sarcostemma · 
Schistogyne · 
Schistonema · 
Schubertia · 
Secamone · 
Secamonopsis · 
Seutera · 
Sindechites · 
Sisyranthus · 
Solenostemma · 
Sphaerocodon · 
Stapelia · 
Stapelianthus · 
Stapeliopsis · 
Stathmostelma · 
Stenomeria · 
Stenostelma · 
Stigmatorhynchus · 
Schizozygia · 
Tacazzea · 
Tectiphiala · 
Trachelospermum · 
Urceola · 
Vallariopsis · 
Vinca (maagdenpalm) · 
Vincetoxicum (engbloem)